# Banks-sziget
A Banks-sziget (angolul Banks Island) a Kanadai sarkvidéki szigetek egyik legnagyobb tagja. 70 028 km²-es területével a világ 24. legnagyobb szigete. Lakossága 2010-ben 130 fő volt.

## Földrajza
A Banks-sziget Kanada Északnyugati területek territóriumának Inuvik régiójában fekszik. Keleten a Prince of Wales-szoros választja el a Victoria-szigettől, délen pedig az Amundsen-öböl az észak-amerikai kontinenstől. Tőle nyugatra a Beaufort-tenger, északkeletre pedig a M'Clure-szoros túloldalán a Prince Patrick-sziget és a Melville-sziget található.
Területe 70 028 km², mellyel a világ 24. és Kanada 5. legnagyobb szigete. Hossza mintegy 380 km és északon, legszélesebb pontján 290 km-es. Legmagasabb pontja a 730 méteres Durham Heights.
A szigeten egyetlen állandó település létezik a délnyugati parton, az inuitok lakta Sachs Harbour vagy Ikuak. 1961-ben két védett területet hoztak létre a költöző madarak védelmére.

### Élővilág
A növényzet sarkvidéki tundra, a legnagyobb növény a sarki fűz, amely átlagosan alig 10 cm magasra nő meg. A Banks-sziget déli részén él a világ kis sarki lúd (Chen caerulescens caerulescens) populációjának kétharmada, mely telente délre vonul az észak-amerikai kontinensre. Egyéb itteni állatfajok a rénszarvas egyik alfaja, a hegyi karibu, pézsmatulok, jegesmedve, vándorrigó és egyes fecskefajok.
A Banks-sziget északi részén található a repülővel látogatható a több mint 12 ezer km²-es Aulavik Nemzeti Park. Itt él a világ legsűrűbb pézsmatulok-populációja, valamint a veszélyeztetett Peary karibu. Szintén itt található Észak-Amerika legészakibb (csónakkal) hajózható folyója, a Thomsen-folyó. A parkban 43 madárfaj fordul elő időszakosan, de csak kettő, a hófajd és a holló marad itt egész évben.
Az első bizonyított jegesmedve-grizzly hibridet a Banks-szigeten lőtték 2006-ban.

## Története

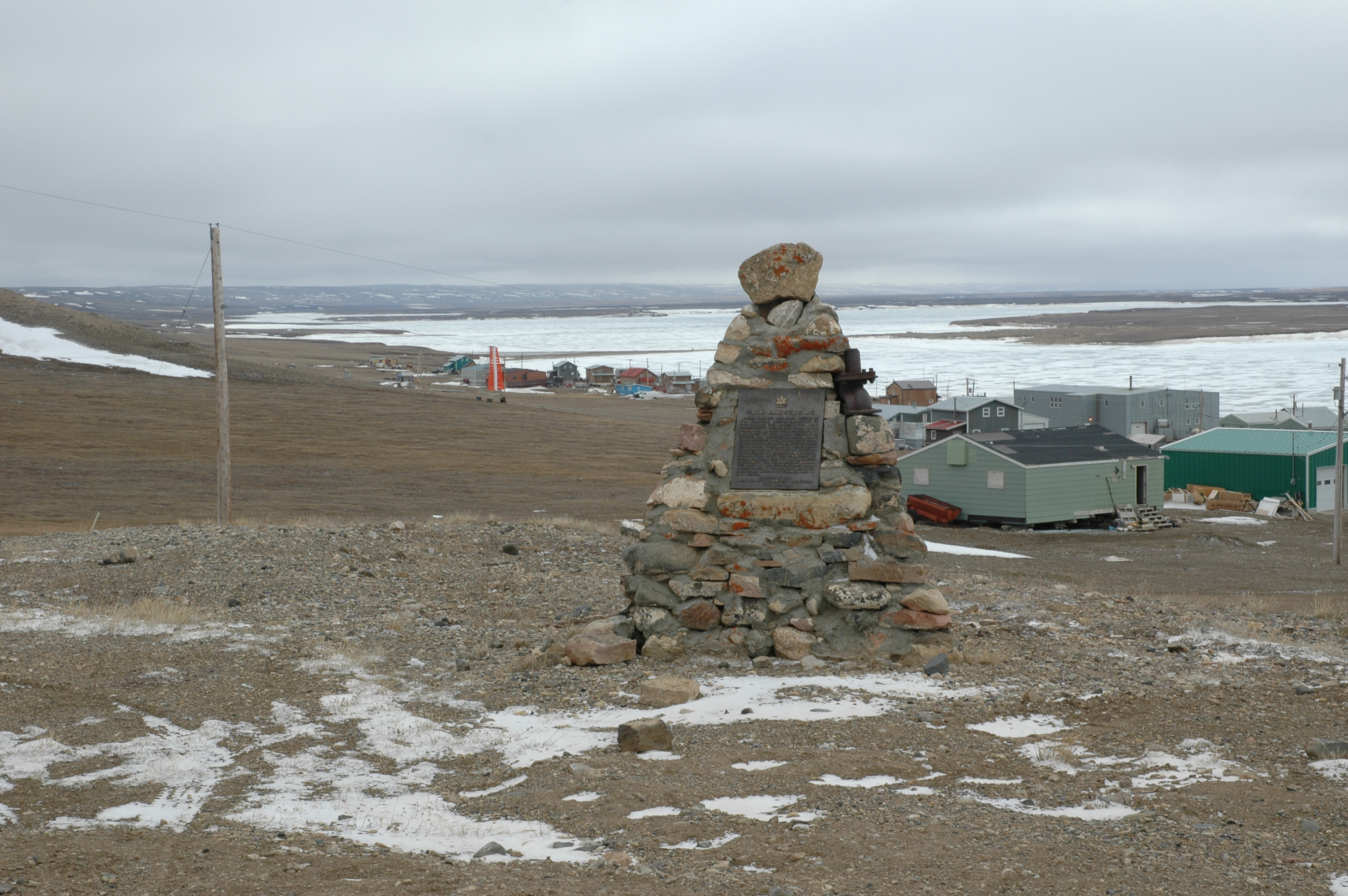
Sachs Harbour

Az első európai, William Edward Parry 1820-ban látta meg a szigetet és Joseph Banks brit természettudósról nevezte el. Robert McClure 1850–1854-es expedíciója során másodszor is elnevezte, ezúttal Baring-szigetnek. McClure hajója a Prince of Wales-szoros vizébe fagyott be, majd tavasszal felderítő expedíciójával megállapította, hogy a Banks-sziget valóban sziget. A következő évben majdnem teljesen körbehajózta, de a tél beálltával hajóját újból foglyul ejtette a jég a Mercy-öbölben.
1848-ban a HMS Investigator és a HMS Enterprise hajók Franklin elveszett expedíciójának keresésére indultak. Az Investigator a Banks-sziget mellett belefagyott a jégbe és 1853 júniusában legénysége elhagyta. A hajót 2010 júliusában a Mercy-öböl fenekén találták meg.

## Fordítás
Ez a szócikk részben vagy egészben  a   Banks Island című angol Wikipédia-szócikk ezen változatának fordításán alapul.  Az eredeti cikk szerkesztőit annak laptörténete sorolja fel. Ez a jelzés csupán a megfogalmazás eredetét és a szerzői jogokat jelzi, nem szolgál a cikkben szereplő információk forrásmegjelöléseként.